# Bulin
Bulin (niem. Bullendorf (1791),Bulndorf (1295),  dawniej Błoniec) – wieś w Polsce położona w województwie lubuskim, w powiecie nowosolskim, w gminie Kożuchów.
W latach 1975–1998 miejscowość administracyjnie należała do województwa zielonogórskiego.

## Prehistoria
W miejscowości znajduje się jedno stanowisko archeologiczne z okresu epoki kamienia i jedno z okresu epoki brązu. W Bulinie znaleziono rdzeń krzemienny z okresu mezolitu. W okolicy miejscowości znajduje się stanowisko archeologiczne wpisane do ewidencji zabytków jako osada.

## Historia
Pierwsza wzmianka o wsi Bulin pojawia się w dokumentach z 1295 roku. Na początku XIV w. wieś stanowiła własność nieznanego rycerza. Kolejnym właścicielem od 1338 roku był Petrus Lybing, który kilka lat później przekazał wieś zakonowi augustianów z Żagania. Zostało to potwierdzone przez księcia głogowsko-żagańskiego Henryka V w 1347 roku i ponownie Henryka XI w 1476 roku. W XVII w. właścicielem Bulina był burmistrz Kożuchowa Johann Caspar John. 
W roku 1774 Bulin wymieniany jest w ewidencji dóbr zakonu jezuitów z Otynia. Po sekularyzacji zakonu w końcu XVIII w. miejscowość stała się własnością szlachecką. W 1765 roku wartość wsi określono jako 3378 talarów. W 1791 roku w Bulinie znajdowały się między innymi: wiatrak, dwa gospodarstwa (wolne) i folwark. Mieszkało tam także 6 rzemieślników i 3 ogrodników.  W 1830 roku w miejscowości znajdowało się 18 domów i drewniany zamek. Bulin zamieszkiwało wtedy 102 ludzi. W połowie XIX w. w miejscowości były: wiatrak, osiemnaście domów, młyn wodny i folwark. Niewielki dwór wzniesiony został w 1868 roku przez rodzinę von Czettrtz-Neuhauss. Ostatnim właścicielem przed II wojną światową był Feliks Neubert. 
Po wojnie znajdowało się tutaj niewielkie gospodarstwo państwowe, a dwór był wykorzystywany zarówno w celach administracyjnych, jak i mieszkaniowych. Dwór jest w rękach prywatnych i mieści się tutaj gospodarstwo agroturystyczne.
W lasach niedaleko Bulina znajdują się ciężko zauważalne pozostałości fortyfikacji polowej usypanej z ziemi a także częściowo zasypana, kamienna studnia.

## Demografia
Liczba mieszkańców miejscowości w poszczególnych latach:
| Rok  | Ilość mieszkańców |
| ---- | ----------------- |
| 1791 | 88                |
| 1845 | 102               |
| 1912 | 55                |
| 1998 | 38                |
| 2002 | 34                |
| 2003 | 31                |
| 2009 | 31                |
| 2011 | 40                |
| 2021 | 18                |

Od 1998 do 2021 roku liczba osób mieszkających w Bulinie zmniejszyła się o 52,6%.

## Atrakcje
- Pomnik przyrody nieożywionej – głaz narzutowy „Czarci kamień” o wymiarach 2x2x3 m, „bohater” licznych legend[16]
- za miejscowością znajduje się poniemiecki cmentarz
- Dwór barokowy przebudowany w stylu neogotyckim[6]

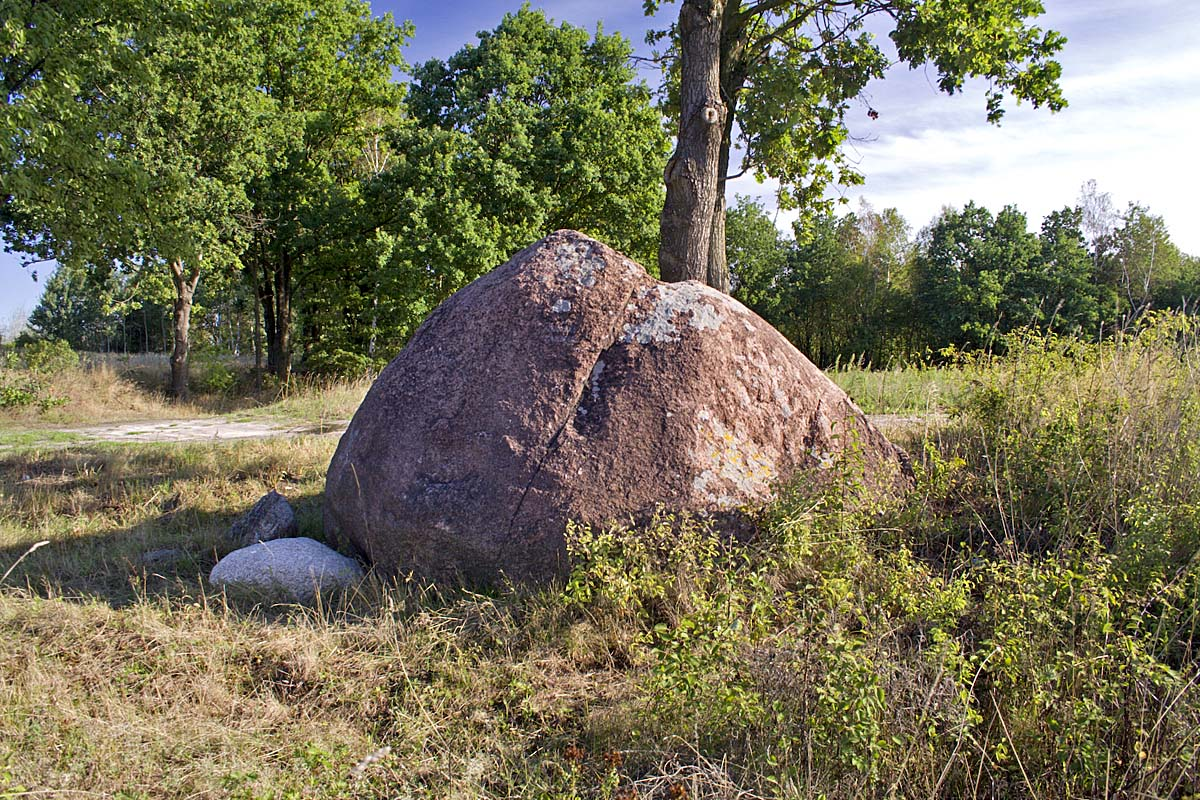
„Czarci kamień”
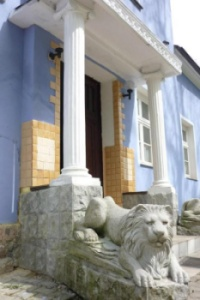